# Cantone di Lagord
Il Cantone di Lagord è una divisione amministrativa dell'arrondissement di La Rochelle.
È stato costituito a seguito della riforma approvata con decreto del 27 febbraio 2014, che ha avuto attuazione dopo le elezioni dipartimentali del 2015.

## Composizione
Comprende i 6 comuni di:
- Esnandes
- L'Houmeau
- Lagord
- Marsilly
- Nieul-sur-Mer
- Saint-Xandre